# Сонячне опріснення
Сонячне опріснення — це опріснення води, що використовує сонячну енергію.
Історія сонячного опріснення починається на початку 1950-х років, коли вивчалася можливість застосування простих сонячних дистиляторів для віддалених поселень в пустелі і на узбережжі. Дешевизна водяних насосів і труб, а також здешевлення джерел енергії в XX столітті зробили ці проекти неконкурентоспроможними. На початку XXI століття знову виник інтерес до досліджень в даній області. Це обумовлено зростаючими цінами на енергоносії, виснаженням запасів артезіанської води і зростаючим забрудненням використовуваних джерел води.

## Проблеми
Існують дві проблеми, що стоять на шляху будь-якого проекту сонячного опріснення. По-перше, ефективність системи визначається різницею температур між зонами випаровування і конденсації. Перша має бути якомога гарячіше, друга — якомога холодніше. При невеликих витратах цього домогтися досить важко. По-друге, тепло, що виділяється водяною парою при конденсації, є, по суті, енергією привнесеної в систему сонцем і може бути використано з користю. Але в більшості існуючих сонячних дистиляторів воно віддаляється, як непотрібне. Існуюча донині проблема полягає в тому, щоб досягти:
- Максимальної різниці температур між випарником і конденсатором;
- Максимального повторного використання енергії конденсації;
- Мінімальних затрат.